# Nieuwnederlands
Nieuwnederlands is de aanduiding voor het Nederlands zoals dat gesproken en geschreven wordt sinds circa 1500, dit ter onderscheiding van de eerdere fasen van de taal, het Middelnederlands en Oudnederlands. Voor het Nederlands van de 16e eeuw en de 17e eeuw heeft men wel de term Vroegnieuwnederlands gereserveerd.

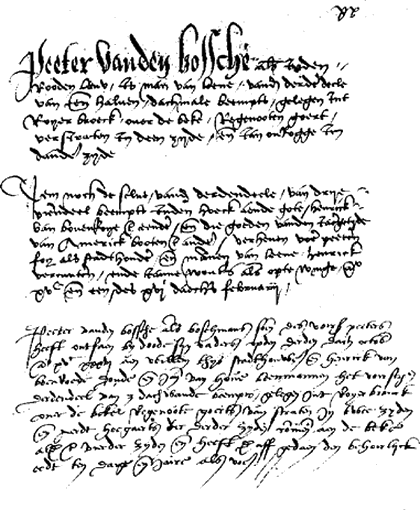
Een voorbeeld van een akte uit 1526 en 1536

## Lexicografie
De woordenschat van het Nieuwnederlands tot 1920 is het beste gedocumenteerd in het plankenvullende Woordenboek der Nederlandsche Taal, kortweg WNT, een project dat is begonnen in de 19e eeuw en pas aan het begin van de 21e eeuw afgerond. Dit woordenboek is het grootste woordenboek ter wereld. Het bevat behalve de lemma's (woordingangen) ook de bronnen van (het eerste gebruik van) de woorden.

## 16e eeuw
Het Nieuwnederlands onderscheidt zich door een geleidelijke standaardisering, grammaticale vereenvoudiging en verschillende klankontwikkelingen van het Middelnederlands.
In de 16e eeuw verschuift de economische en politieke macht voorgoed van de eerste en tweede stand naar de derde stand, de burgerij. Die verschuiving en enkele andere socio-politieke, culturele en religieuze factoren bevorderen de positie van de volkstaal.
1. Inquisitie en Tachtigjarige Oorlog. De inquisitie en de Tachtigjarige Oorlog veroorzaken een emigratie van zo'n 10% (175000 mensen) van de Zuid Nederlandse bevolking. Ongeveer 115000 mensen trekken direct naar het Noorden. Anderen trekken naar Engeland en Duitsland, of via die landen naar het Noorden. Die migraties leiden tot een belangrijke taalvermenging. Daarenboven verschuift het culturele en economische zwaartepunt van Brabant/Antwerpen naar Holland/Amsterdam, dat in de volgende eeuw tot volle bloei zal komen.
2. Hervorming. De Hervorming wil alle lagen van de bevolking bereiken. Noord Duitse, Vlaamse en Brabantse predikanten verkondigen de nieuwe leer in het Noorden. Ze achten het van wezenlijk belang dat ze de Bijbel in hun eigen taal kunnen lezen of aanhoren. De eerste Bijbelvertalingen vertonen nogal wat Duitse invloeden. De Hervorming verrijkt het Nederlands met de woorden 'dankoffer, evenbeeld, heiland, huichelen, kruisigen, nederig, ijver, onderrichten...' en draagt bij tot de verspreiding van het voornaamwoord 'zich' in de schrijftaal.
3. Humanisme. Ook de ideeën van het Humanisme hebben in hoge mate bijgedragen tot een nieuwe houding tegenover de volkstaal. Hendrik Laurensz. Spiegel verwoordde hun standpunt tegenover het Nederlands in zijn Twe-spraack vande Nederduitsche letterkunst verschenen in 1584. Het Nederlands is volgens hen de moedertaal van alle talen, maar het Nederlands wordt verwaarloosd. Bovendien vonden ze dat het Nederlands te eenvoudig was. Daarvoor namen ze het 'superieure' Latijn als taalvoorbeeld omwille van de ingewikkelde grammatica. Ze waren ook voorstanders van een puur Nederlands: Franse woorden moeten verdwijnen. Hun concrete inspanningen ter zake hebben geleid tot een groeiend nationaal bewustzijn en de verheerlijking van de moedertaal.

## 17e eeuw
De in de zestiende eeuw begonnen bekommernis om de eigen taal wordt in de zeventiende eeuw verder doorgetrokken en die bekommernis uit zich op alle terreinen. Taalbewuste literatoren als Hooft en Vondel spraken zich vrijelijk uit over de toestand van het Nederlands. Hoewel deflexie in de spreektaal al op het einde van de middeleeuwen waar te nemen was, leek Hooft bijvoorbeeld nog steeds het Latijnse model aan te prijzen. Tegelijk beijverde hij zich om de taal te zuiveren van woorden die hij te vreemd vond klinken. Voor de woorden 'ingenieur', 'controleur', 'parlement', 'conciërge' stelde hij als Nederlands alternatief 'vernufteling', 'tegenrolhouder', 'pleithof' en 'stadhuisavenaar' voor. Andere gebeurtenissen hebben de standaardisering van het Nederlands bevorderd of juist tegengehouden.

### De vrede van Münster
In 1648 werd de Vrede van Münster gesloten. Dit betekende het einde van de Tachtigjarige Oorlog tussen de Nederlanden en Spanje maar ook de scheiding tussen het Noordelijke en het Zuidelijke Nederland. Het Nederlands zal zich dus ontwikkelen in het Noorden. Toch werd er bekend dat de Nederlandse taal uit Brabant kwam (zie migraties van de 16e eeuw).

### De Statenvertaling
In 1637 wordt de Statenvertaling (ook Statenbijbel genoemd) geschreven en verspreid. Deze Statenvertaling is van groot belang voor de standaardisering van het Nederlands. Men wilde namelijk na de synode van Dordrecht een nieuwe vertaling maken van de Bijbel die heel nauw met de grondtekst verbonden moest zijn. Men deed beroep op verschillende vertalers van alle gewesten om een bovengewestelijke vertaling te maken die iedereen moest begrijpen. Dit had tot gevolg dat er een nieuwe standaardtaal (mengvorm van alle dialecten) ontstond.

### Spreektaal versus schrijftaal
Voor de schrijftaal worden regels opgesteld zodat de standaardisering bevorderd wordt. Daarentegen blijven de dialecten van elkaar groeien zodat er geen standaardisering plaatsvindt.

### Noorden versus Zuiden
In het Noorden neemt de standaardisering toe. In het Zuiden daarentegen wordt die vertraagd door het belang van het Frans aan de ene kant maar ook door het feit dat de Protestanten aangekoppeld waren aan de Nederlandse taal en gelovigen wilden aanwerven ten nadele van de Katholieken. Die laatsten verzetten zich tegen de Protestanten om hun identiteit te bewaren door het Nederlands af te wijzen.

## 18e-19e eeuw
In de loop van de 19e eeuw wordt in Nederland door de sterk toenemende deelname aan het onderwijs en de stijgende (sociale) mobiliteit de standaardtaal steeds meer door het hele volk als spreektaal gebruikt – en niet langer door alleen een kleine elite. Dat heeft verschillende gevolgen:
- De verschillende dialecten, die in de loop der eeuwen zo sterk uit elkaar gegroeid waren dat ze vaak nauwelijks meer onderling verstaanbaar waren, beginnen weer naar elkaar toe te bewegen.
- De staatsgrens tussen Nederland en Duitsland, door een historisch toeval tot stand gekomen, wordt langzaam een echte taalgrens. Niet langer gaan de dialecten daar volledig vloeiend in elkaar over: het dialectcontinuüm is verbroken.
- De uitspraak van de standaardtaal verandert doordat mensen die eerst door het onderwijs met de standaardtaal in contact komen het woordbeeld als uitspraaknorm gaan gebruiken. Zo verdwijnen rond 1900 oude beschaafde uitspraakvormen als "mèrel", "kèrel" en "wèreld", en tegenwoordig vormen als "seventig" en "feertig".

## Vlaanderen
In Vlaanderen liep de ontwikkeling van de positie van het Nederlands niet parallel. Daar gebruikten de adel, het zakenleven en de burgerij eeuwenlang, tot ver na de Tweede Wereldoorlog, het Frans als leidende standaard- en bestuurstaal en dat heeft zowel de Nederlandse schrijf- als de spreektaal in Vlaanderen beïnvloed. In 1785 schreef de Zuid-Nederlandse jurist en politicus Jan Baptist Verlooy een brief aan keizer Jozef II in Wenen om de achterstelling van het Nederlands aan de kaak te stellen. Twee jaar later verscheen over dit onderwerp zijn meest invloedrijke werk Verhandeling op d’onacht der moederlyke tael in de Nederlanden.
De dialecten in het overwegend agrarisch Vlaanderen waren op soms korte afstand onderling vaak sterk verschillend, een bewijs van het isolement waarin dorpen en steden zich bevonden. Pas door de Vlaamse ontvoogding, toepassing van de taalwetten, middelbaar en hoger onderwijs in het Nederlands, voortschrijdende industrialisering en de opkomst van radio en televisie kwam daar geleidelijk aan verandering in. Een groot deel van de Vlaamse bevolking kan nu het Standaardnederlands vlot als schrijf- en spreektaal gebruiken. Het Nederlands in België is licht verschillend van de standaardtaal die in Nederland gebruikt wordt. Deze vorm van de standaardtaal werd tot voor kort vaak "Schoon Vlaams" genoemd, en werd voornamelijk beïnvloed door het Brabants, in het bijzonder het stadsdialect van Antwerpen –net zoals in de 16e eeuw- met nog vele gallicismen en een door het Frans beïnvloedde zinsbouw.